# Décès en 940
Décès
- 936
- 937
- 938
- 939
- 940
- 941
- 942
- 943
- 944

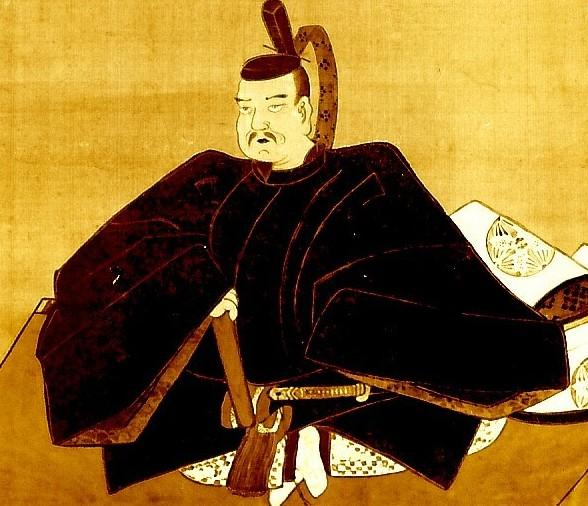
Taira no Masakado, mort en 940.

Cette page dresse une liste de personnalités mortes au cours de l'année 940 :
- 12 mai[1] : Eutychius d'Alexandrie, ou Saʿīd ibn Baṭrīq, patriarche melkite d'Alexandrie.
- 20 juillet : Ibn Muqla, calligraphe islamique, un des plus grands de l'époque abbasside.
- 10 décembre : Aténolf II de Bénévent, prince corégent de Capoue et de Bénévent.

- Abu Bishr Matta ibn Yunus, philosophe aristotélicien et traducteur assyrien chrétien, fidèle de l'Église nestorienne.
- Anschaire de Spolète, duc de Spolète.
- Ar-Radi, calife abbasside.
- Aralt mac Sitric, chef Viking qui règne sur Limerick.
- David ben Zakkaï, exilarque, dirigeant de la communauté juive de Babylone.
- Centulle II de Béarn, vicomte de Béarn.
- Hugues Ier de Nordgau[2], comte du Nordgau, de l'Ortenau et de l'Aargau
- Olaf Feilan, Goði d'Islande de la période de l'établissement des vikings.
- Kolayni, théologien perse et un compilateur de Hadith.
- Taira no Masakado, membre du clan Taira au Japon.

## Crédit d'auteurs
- Cet article est partiellement ou en totalité issu de l'article intitulé « 940 » (voir la liste des auteurs).